# Membracoidea
Membracoidea ist eine Überfamilie der Rundkopfzikaden (= Cicadomorpha), sie enthält über 28.000 Arten in fünf Familien mit insgesamt 3.500 Gattungen. Diese Zikaden sind weltweit verbreitet, die einzelnen Arten können etwa 2 bis 30 mm lang sein. Hintertibien sind lang und kantig, sie haben meist Längsreihen mit Borsten, Dornen oder Haaren.
Viele Arten können gut springen. Innerhalb der Arten gibt es meist Kommunikation mit Hilfe von Substratvibration.
Systematik:
- Cicadellidae (= Jassidae, Zwergzikaden), die artenreichste Familie der Membracoidea, 20–25.000 Arten, weltweit verbreitet, in den Tropen und Subtropen besonders arten- und formenreich; teilweise sehr farbenprächtig.
- Membracidae (Buckelzikaden, Buckelzirpen), über 3.200 Arten, mit stark entwickeltem Pronotum, meist hochgewölbt, manchmal bizarr geformt; vor allem in tropischen und subtropischen Gebieten der Neotropis verbreitet, aber auch in Asien und Afrika häufig.
- Aetalionidae (manchmal "Falsche Buckelzikaden" genannt), Pronotum kleiner als bei den Membracidae, Scutellum mit Kiel, nur ca. 40 Arten, sechs Gattungen, sowohl in der Neuen Welt als auch in der Orientalis.[2] Vermutlich die Schwestergruppe der Membracidae.[3]
- Melizoderidae (= Helmzikaden), Pronotum helmartig nach vorne erweitert, nur 8 Arten in Chile und Argentinien. Vermutlich die Schwestergruppe der Aetalionidae + Membracidae.[3]
- Myerslopiidae (= Mooszikaden), nur ca. 15 Arten in Neuseeland und Chile, klein, nur 2–4 mm, leben im Moos.[1][2]
- Karajassidae, nur fossil bekannt, vermutlich die Schwestergruppe der anderen Membracoidea.[3]